# Писаренко Віктор Йосипович
Писаренко Віктор Йосипович (1897—1931) — радянський льотчик, льотчик-випробувач, учасник перельотів, конструктор.

## Біографія
Писаренко брав участь в  Громадянській війні. На початку 1920-х працював інструктором в  Качинської авіашколі. У 1923 р. в майстернях авіашколи виготовив літак власної конструкції, названий ВОП-1. 27 листопада 1923 р. здійснив перший політ на побудованому літаку і провів його випробування.
Далі Віктор Йосипович став інструктором в Серпухівський школі стрільби і бомбометання (стрільба), де в 1925 р. був побудований ще один літак власної конструкції «Писаренко-Т». Літак був випробуваний самим пілотом.
З 1925 р. розпорядженням начальника ВВС  П. І. Баранова. Писаренко переведений на льотно-випробувальну роботу в НДІ ВПС, де брав участь у випробуваннях літаків:  I-4 (АНТ-5) (1927),  Хейнкель HD-37 (І-7) (1928), Р-5 (1929),  Р-7 (АНТ-10) (1930).
З вересня 1930 р Віктор Йосипович перейшов на роботу до льотної інспекції ВВС.

## Перельоти
- 27 липня по 9 серпня 1926 (з летнабом Б. В. Стерлігова) переліт за маршрутом Москва — Харків — Ростов-на-Дону — Севастополь — Київ — Москва довжиною 3000 км.
- 21 липня 1929  Я. І. Алксніс та В. О. Писаренко на Р-5 виконали безпосадочний переліт Москва — Севастополь, протяжністю 1276 км за 5 год 30 хв.

## Загибель
9 вересня 1931 р. екіпаж літака Р-5 В. О. Писаренко та П. Х. Межерауп виконував інспекційний політ у складних атмосферних умовах. У районі Брянська в тумані Р-5 зачепив верхівки дерев. У результаті катастрофи, обидва льотчика загинули.